# Edith Bán-Kiss

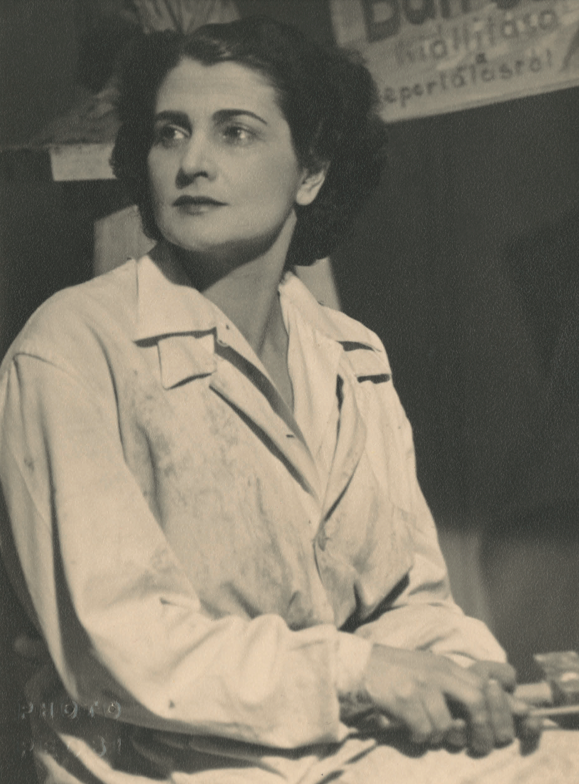
Edith Kiss 1945 vor ihrer Ausstellung 'Deportation'

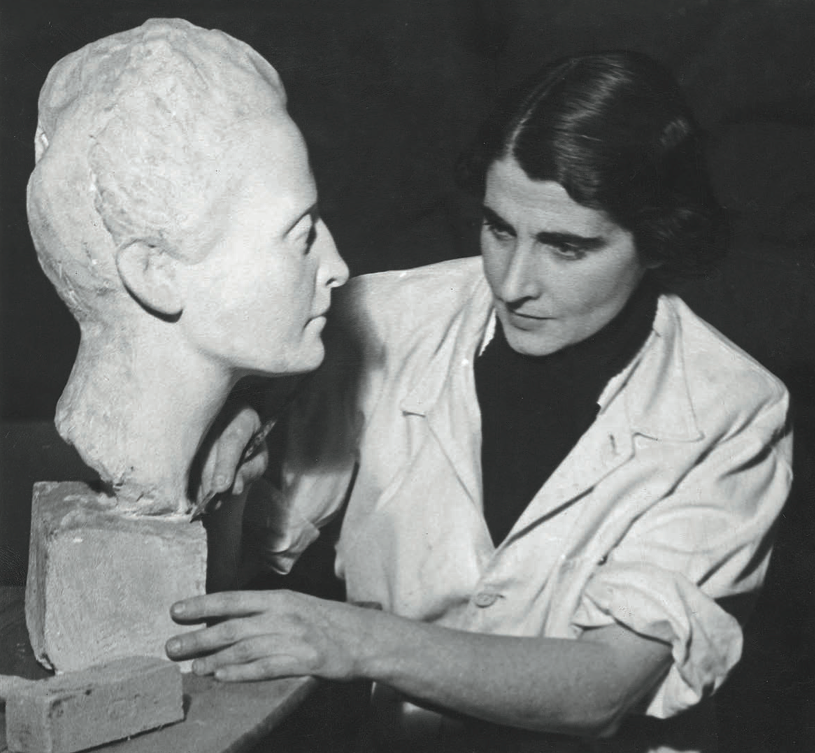
Edith Kiss 1943 bei der Arbeit an der Büste von ihrer Schwester Alice

Edith Bán Kiss (* 21. November 1905 in Budapest; † 27. Oktober 1966 in Paris) war eine ungarische Bildhauerin und Malerin.

## Leben
Edith (ursprünglich ungarisch: Edit) Kiss war die jüngste von 4 Töchtern des Ehepaares Dr. Frigyes und Melitta Rott in einer assimilierten ungarisch-jüdischen Familie. In den zwanziger Jahren studierte sie Bildhauerei an den Kunstakademien in Budapest und Düsseldorf. und Malerei bei István Réti in der Künstlerkolonie von Nagybánya (Siebenbürgen). In den Dreißigerjahren sympathisierte Edit Rott mit einem Bund sozialistischer Künstler. Erste Heirat mit Tivadar Bán. Chefsekretärin bei Dr. Sándor Kiss, dem Direktor der Hitel-Bank in Budapest. Ende Oktober 1944 Zwangsarbeit in Ungarn und Deportation über Österreich in das Frauenkonzentrationslager Ravensbrück. Am 6. Dezember 1944 zusammen mit etwa 80 ungarischen Jüdinnen zur Zwangsarbeit im Werk der Daimler-Benz Motoren GmbH, einem Daimler-Benz-Tochterunternehmen, in Genshagen bei Ludwigsfelde überführt. Dort mussten 1100 Frauen aus Ravensbrück Daimler-Benz-Flugmotoren montieren. Gegen Kriegsende zurückgeführt nach Ravensbrück, wo die Jüdinnen aus Genshagen noch in der Gaskammer ermordet werden sollten, was durch den Vormarsch der Roten Armee verhindert wurde. Mit ihrer Freundin Ágnes Galambos (später Ágnes Bartha) gelingt am 30. April die Flucht aus dem Todesmarsch bei Strasen/Havel. Auf abenteuerlichen Wegen über Berlin, Prag, Bratislava Rückkehr nach Budapest am 1. Juli 1945.
In den Wochen unmittelbar nach der Rückkehr malt Kiss die 30 Gouachen des Zyklus „Deportation“, erste Ausstellung schon am 22. September 1945 in Budapest. Scheidung und Heirat mit Sándor Kiss, mit dem Edit in den Westen emigriert. Im Juli 1948, als Sándor und Edit Kiss bereits ausgereist waren, wird an der Synagoge in Budapest-Újpest ihr bildhauerisches Hauptwerk feierlich eingeweiht: 4 große Stein-Relieftafeln mit Darstellungen vom Deportationsmarsch aus Budapest nach Österreich, der Zwangsarbeit, des Vernichtungslagers, der Befreiung. Einer der frühesten und eindrucksvollsten künstlerisch gestalteten Erinnerungsorte des Holocaust, zum Gedenken an die über 16000 jüdischen Einwohner von Újpest, die nicht aus der Deportation zurückgekehrt sind.
In Ungarn nach der Ausreise verdrängt und vergessen, spiegeln auch die späteren Bilder von Edith Kiss häufig die Leiden aus der Deportation wider, und Edith findet keinen Anschluss an Kunst und Künstler im Westen. Nach Aufenthalten in der Schweiz, Casablanca, Paris und London nimmt sich Edith Kiss in der Nacht vom 26. auf den 27. Oktober 1966 in einem Hotel in Paris das Leben.

## Werk
Ihr bildhauerisches Hauptwerk sind die vier Relieftafeln an der Außenmauer der Synagoge in Budapest-Újpest.
Verstreut befinden sich einzelne Plastiken in Budapester Museen und in Privatbesitz.
Ca. 50 Gouachen und Ölgemälde wurden in den Jahren seit 1992 wieder aufgefunden. Sie befinden sich in Privatbesitz.
Ihr zeichnerisches Hauptwerk besteht aus einem Zyklus von 30 Gouachen über ihre Erlebnisse in der Deportation. Reproduktionen dieser Bilder finden sich innerhalb der Biographie von Edith Bán Kiss von Helmuth Bauer in dessen Buch „Innere Bilder wird man nicht los. Die Frauen im KZ Außenlager Daimler Benz Genshagen“ (2011) in Kapitel 1: „Niemand ist Schuld an meinem Tod“.

## Ausstellungen nach dem Tod der Künstlerin
- 1994: Haus Ungarn Berlin
- 1995: Mahn- und Gedenkstätte Ravensbrück
- 1995: Landtag Potsdam
- 1995: Paris „La Déportation 1933 – 1945“
- 1996: Budapest – Jüdisches Museum
- 1997–1999: Mahn- und Gedenkstätte Ravensbrück
- 2010: Holocaust Memorial Budapest HDKE
- 2013: Mahn- und Gedenkstätte Ravensbrück
- 2014: Budapest – Bálint ház

## Ehrungen
In der Debatte um die Benennung einer Straße in Berlin-Friedrichshain schlug die Piratenfraktion Friedrichshain-Kreuzberg in der Gedenktafelkommission vor, die Straße nach Kiss zu benennen. Diesem Vorschlag folgte am 19. Dezember 2012 die Bezirksverordnetenversammlung mehrheitlich bei Enthaltung der CDU.

Da die Straße an der neuen bundesweiten Vertriebszentrale von Mercedes-Benz vorbeiführt, wünschte sich der Konzern eine repräsentative Adresse mit Unternehmensbezug. Vorschläge dazu waren eine Benennung nach Bertha Benz oder Mercédès Jellinek. In einer Stellungnahme des Konzerns nach der Entscheidung heißt es: 

„Es ist wichtig und richtig, der Opfer des Nationalsozialismus zu gedenken. Daher unterstützen wir auch die Entscheidung der Bezirksverordnetenversammlung.“

Die offizielle Benennung der Edith-Kiss-Straße erfolgte am 13. Februar 2014.

## Film
- Helmuth Bauer: "Kiss Edit: Elveszett kepék (Verlorene Bilder)". 1. Ungarisches Fernsehen MTV1, 1997, 60 min